# Разъезд 88 Тасбогет
88 Тасбогет (каз. рзд.88 Тасбөгет) — разъезд в Аральском районе Кызылординской области Казахстана. Входит в состав Сапакского сельского округа. Код КАТО — 433259700.

## Население
В 1999 году население разъезда составляло 69 человек (40 мужчин и 29 женщин). По данным переписи 2009 года, в разъезде проживало 125 человек (72 мужчины и 53 женщины).